# Compagnie de la Louisiane
La Compagnie de la Louisiane est une compagnie coloniale française, fondée le 14 septembre 1712, par lettres patentes accordant pour 15 ans au financier Antoine Crozat le monopole de l'exploitation de la Louisiane. 
Le territoire avait auparavant été exploré en 1684 par Cavelier de la Salle et vraiment découvert par l'explorateur Le Moyne d'Iberville en 1697, tous deux partis du Québec. Un premier voyage avait été organisé en 1698.
En 1718, elle est reprise par la Compagnie d'Occident.